# Warm and Cool
Warm and Cool je sedmé sólové studiové album amerického hudebníka Toma Verlaina. Vydalo jej v roce 1992 hudební vydavatelství Rough Trade Records a jeho producentem byl Verlaine. Na nahrávce se dále podíleli baskytarista Patrick Derivaz a bubeník Billy Ficca, Verlainův spoluhráč ze skupiny Television. V jedné písni („Harley Quinn“) hráli baskytarista Fred Smith (rovněž člen Television) a bubeník Jay Dee Daugherty. Obsahuje instrumentální písně.

## Seznam skladeb
Autorem všech skladeb je Tom Verlaine.
| Pořadí | Název                | Délka |
| ------ | -------------------- | ----- |
| 1.     | Those Harbor Lights  | 3:10  |
| 2.     | Sleepwalkin'         | 3:32  |
| 3.     | The Deep Dark Clouds | 3:08  |
| 4.     | Saucer Crash         | 5:07  |
| 5.     | Depot (1951)         | 5:30  |
| 6.     | Boulevard            | 2:41  |
| 7.     | Harley Quinn         | 2:40  |
| 8.     | Sor Juanna           | 1:53  |
| 9.     | Depot (1957)         | 1:49  |
| 10.    | Spiritual            | 5:26  |
| 11.    | Little Dance         | 3:16  |
| 12.    | Ore                  | 5:00  |
| 13.    | Depot (1958)         | 1:47  |
| 14.    | Lore                 | 6:50  |

## Obsazení
- Tom Verlaine – kytara
- Patrick Derivaz – baskytara
- Billy Ficca – bicí
- Fred Smith – baskytara (pouze v „Harley Quinn“)
- Jay Dee Daugherty – bicí (pouze v „Harley Quinn“)